# Путятинцы
Путя́тинцы (укр. Путятинці) — село в Рогатинской городской общине Ивано-Франковского района Ивано-Франковской области Украины.
Население по переписи 2001 года составляло 1018 человек. Занимает площадь 12,937 км². Почтовый индекс — 77004. Телефонный код — 03435.